# Bagoregionen
Bagoregionen är en region i Myanmar. Den ligger i den södra delen av landet, 170 km söder om huvudstaden Naypyidaw. Antalet invånare är 5 728 709. Arean är 39 402 kvadratkilometer. Bagoregionen gränsar till Mandalayregionen, Ayeyarwady, Yangonregionen, Rakhinestaten, Magwayregionen, Karen och Monstaten. 
Bagoregionen delas in i:
- Taungoo District
- Thayarwady District
- Pyay District
- Bago District
- Nattalin
- Kyauktaga
- Daik-U
- Minhla
- Zigon
- Kyaukkyi
- Thegon
- Oktwin
- Yedashe
- Waw
- Paukkhaung
- Monyo
- Htantabin
- Bago
- Shwegyin
- Gyobingauk
- Padaung
- Shwedaung
- Phyu
- Paungde
- Taungoo
- Nyaunglebin
- Okpho
- Thayarwady
- Letpadan
- Pyay
- Kawa
- Thanatpin

Följande samhällen finns i Bagoregionen:
- Bago
- Pyay
- Taungoo
- Nyaunglebin
- Tharyarwady
- Pyu
- Letpandan
- Thanatpin
- Paungde